# Герцогиня (Алиса в Стране чудес)
Герцогиня (англ. Duchess) — персонаж книги Льюиса Кэрролла «Алиса в Стране чудес».
Её прообразом является герцогиня Маульташ. Герцогиня появляется в 6 главе «Поросёнок и перец». Уходя от Гусеницы, Алиса вышла на широкую поляну и прямо перед собой увидела дом. Войдя в него, Алиса попала в сизую от дыма кухню, в центре которой на табурете сидела Герцогиня и нянчила Ребёнка. Над плитой суетилась Кухарка, которая, не переставая, перчила суп. Ребёнок постоянно чихал и плакал, и, чтобы его успокоить, Герцогиня решила спеть колыбельную.
После этого она кинула Ребёнка Алисе и пошла переодеваться, готовясь к Королевскому крокету. В следующий раз мы встречаем Герцогиню уже в 8 главе «Королевский крокет». Белый Кролик рассказывает Алисе, что Королева приказала казнить Герцогиню за то, что та её отшлёпала. Далее, чтобы разобраться с Чеширским котом (чья голова то и дело всё время появлялась и исчезала), Королева приказывает привести Герцогиню из тюрьмы, так как кот принадлежит ей. Потом Алиса с Герцогиней отошли от всех, и Герцогиня принялась давать советы Алисе. Вскоре они опять встречаются с Королевой, и Герцогиня немедленно скрывается.

## В других произведениях
- Герцогиня фигурирует в качестве отрицательного персонажа в игре American McGee's Alice.
- В продолжении она, как и Шляпник, становится положительной и даёт Алисе перечницу.
- В сериале «Алиса» Герцогиня — невеста Джека (Червового Валета), приставленная Королевой для слежки за сыном. В конце сериала выясняется, что она и вправду влюблена в Джека.